# Sztych (miara)
Sztych – jedna z miar staropolskich wprowadzonych 6 grudnia 1764 konstytucją sejmową uchwaloną na sejmie konwokacyjnym 1764 roku. Był miarą długości rzemieślniczo-handlową i liczył 8 cali, czyli 19,85 cm. Funkcjonował do rozbiorów Polski, w zaborze austriackim wyszedł z użycia w 1801, w zaborze pruskim w 1817, a na terenie Królestwa Kongresowego w 1819, po wprowadzeniu systemu miar nowopolskich. 